# Castelo de Nagoya (Hizen)
Castelo de Nagoya (名護屋城, Nagoya-jō) foi um castelo localizado na antiga província de Hizen do Japão, agora dividida entre as prefeituras modernas de Saga e de Nagasaki. O castelo histórico foi a base através da qual Toyotomi Hideyoshi lançou suas invasões da Coreia. Nenhuma estrutura original permanece, mas as ruínas das fundações do castelo sobrevivem na antiga cidade separada de Chinzei, agora parte da cidade de Karatsu na prefeitura de Saga.
Um museu dedicado a história das relações Japão–Coreia e assuntos relacionados está associada ao castelo e localizado próximo a ele.